# Tomé (kommun)
Tomé är en kommun i Chile.   Den ligger i provinsen Provincia de Concepción och regionen Región del Biobío, i den södra delen av landet, 400 km sydväst om huvudstaden Santiago de Chile.
I omgivningarna runt Tomé växer i huvudsak städsegrön lövskog. Runt Tomé är det ganska tätbefolkat, med 62 invånare per kvadratkilometer.